# Ryn Reszelski
Ryn Reszelski – wieś w Polsce położona w województwie warmińsko-mazurskim, w powiecie olsztyńskim, w gminie Kolno.
W latach 1975–1998 miejscowość administracyjnie należała do województwa olsztyńskiego. Miejscowość znajduje się w historycznym regionie Warmia.

## Historia
Wieś nad rzeką Sajną, założona w 1339 r. Znajduje się tu kościół Narodzenia Najświętszej Marii Panny z 1706 r., ufundowany przez Jana Aleksego Lamshöfta (kanonik z Dobrego Miasta). Wieża kościelna z 1780 r. (drewniana). Barokowy ołtarz główny zestawiony z fragmentów innych ołtarzy, ufundowany przez  biskupa warmińskiego Teodora Potockiego. W kartuszu umieszczony herb  Potockich - Pilawa. W ołtarzu znajdują się także figury św. Joachima oraz św. Anny, Pietà pochodzi z drugiej połowy XIV w.